# Enrique Molina
Enrique Molina Vargas, né le 25 février 1968 à La Zubia, est un athlète espagnol, spécialiste des courses de fond.

## Biographie
En 1993, il remporte la médaille de bronze du 3 000 mètres lors des Championnats du monde en salle de Toronto, devancé par l'Italien Gennaro Di Napoli et le Français Éric Dubus. Il se classe par ailleurs, sur 5 000 m, septième des Jeux olympiques de 1996, et huitième des Championnats du monde de 1997. En 1998, il termine sixième du 10 000 m des Championnats d'Europe de Budapest.
Il devient champion d'Espagne du 5 000 m en 1995 et remporte le titre national indoor du 1 500 m en 1993.

### Palmarès
| Date | Compétition                    | Lieu     | Résultat | Épreuve  |
| ---- | ------------------------------ | -------- | -------- | -------- |
| 1993 | Championnats du monde en salle | Toronto  | 3e       | 3 000 m  |
| 1996 | Jeux olympiques                | Atlanta  | 7e       | 5 000 m  |
| 1997 | Championnats du monde          | Athènes  | 8e       | 5 000 m  |
| 1998 | Championnats d'Europe          | Budapest | 6e       | 10 000 m |

### Records
| Épreuve  | Performance    | Lieu      | Date           |
| -------- | -------------- | --------- | -------------- |
| 3 000 m  | 7 min 32 s 32  | Oslo      | 4 juillet 1997 |
| 5 000 m  | 13 min 07 s 34 | Stockholm | 7 juillet 1997 |
| 10 000 m | 27 min 49 s 71 | Lisbonne  | 4 avril 1998   |